# Rambert Village
Rambert Village es una villa de Trinidad y Tobago, que forma parte de la región de Penal-Debe.

## Geografía
La villa abarca parte de la isla Trinidad y limita al norte con Duncan Village, al sur con Hermitage Village, al este con Canaan Village-Palmiste y Palmiste y al oeste con La Romaine.

## Demografía
Datos demográficos de la villa de Rambert Village:
| Gráfica de evolución demográfica de Rambert Village entre 2000 y 2011 |
|                                                                       |